# リーチャー シーズン2
リー・チャイルドの小説シリーズを基にしたアメリカのアクション犯罪テレビドラマ『ジャック・リーチャー -正義のアウトロー-』のシーズン2は、2023年12月15日にAmazon Prime Videoで公開された。
『消えた戦友』（2007年）に基づくこのシーズンには、アラン・リッチソン、マリア・ステン、、セリンダ・スワン、ショーン・サイポス、フェルディナンド・キングズリー、ロバート・パトリックが出演した。このシーズンで、リーチャーは仲間を殺したた犯人をみつけ、航空会社とテロリストの武器商人との間の違法な武器密売を阻止するためにかつての部隊と再会する。
シーズン2の公開に先立ち、2023年12月2日にシーズン3が制作中であることが明らかにされた。

## エピソード
| 通算 話数 | シーズン 話数 | タイトル                                                 | 監督                 | 脚本                                       | 公開日         |
| --- | ------------- | -------------------------------------------------------- | -------------------- | ------------------------------------------ | -------------- |
| 9 | 1             | "ATM"                                                    | サム・ヒル           | ニック・サントラ                           | 2023年12月15日 |
| 憲兵時代の同僚フランツが空中からニューヨーク州の山中に落されて殺され、ニーグリーはリーチャーを呼ぶ。フランツの家も事務所も荒らされ、二人も尾行されてホテルの部屋が荒らされる。元同僚オドネルが合流する。フランツの遺したUSBメモリーにはイニシアルがA.M.である複数の名前と2つの数字列がある。元同僚スワンも行方不明となっている。"A.M."がアメリカに入国する。 |               |                                                          |                      |                                            |                |
| 10 | 2             | "アトランティックシティ" "What Happens in Atlantic City" | サム・ヒル           | スコット・サリヴァン                       | 2023年12月15日 |
| 数年前の憲兵時代、リーチャーとディクソンはアフガニスタンからアメリカへの密輸疑惑を調べる。現在、リーチャーは尾行していた男を殴り倒し、NY市警のルッソ刑事だと知る。元同僚ディクソンを加えた4人はアトランティックシティに行き、連絡の取れない元同僚サンチェスとオロスコが死んだフランツと会い、「650を10万で」と会話していたことを知る。リーチャーとディクソンは通りで襲われるも撃退し、ニュー・エイジ・テクノロジー社につながる手掛かりを得る。ニューヨーク州の山中で警察がオロスコとサンチェスの死体を発見する。"A.M.”はデンバーで仕事をする。 |               |                                                          |                      |                                            |                |
| 11 | 3             | "写真は多くを語る" "Picture Says a Thousand Words"       | オマール・マダ       | ペニー・コックス                           | 2023年12月15日 |
| 10日前、ラングストンはフランツを拷問するが何も聞き出せず、ヘリコプターから投げ落として殺す。現在、リーチャーは銃を入手する。ルッソがリーチャーを逮捕し、弁護士のオドネルも警察へ付き添う。3人は一時的な協力関係を結び、リーチャーは容疑者がA.M.のイニシャルであることを知り、フランツの遺したA.M.のイニシャルのリストをルッソに与える。ルッソはそのうちの一人がデンバー空港からJFK空港へ向かう予定を調べて手配し、リーチャーを釈放する。ディクソンとニーグリーはニュー・エイジ・テクノロジー社を訪ね、昨夜襲ってきた男の一人トレヴァー・サロピアンの住所を業務部長のマーロ・バーンズから得る。デンバーの空港に来た"A.M."は手配に気づき、ラングストンにニューヨーク到着が遅れると伝える。ディクソンは、フランツの遺した2つの数列が月と日付だと推測する。リーチャー、ディクソン、ニーグリー、オドネルはサロピアンの家に行き、ニュー・エイジ・テクノロジー社が手配した待ち伏せの男たちを皆殺しにする。夜、4人はニュー・エイジ・テクノロジー社に押し入って手掛かりを奪い、スワンが従業員だったことを知る。          |               |                                                          |                      |                                            |                |
| 12 | 4             | "音楽会の夜" "A Night at the Symphony"                   | オマール・マダ       | ケイト・ダフィ                             | 2023年12月22日 |
| 4人は押収した証拠を調べ、スワンがラングストンの部下として警備部に勤務していたことを知り、マルコム・ラヴォイ上院議員が支持するプロジェクト"リトル・ウィング"の名前を得る。憲兵時代に押収したヘロインの塊が行方不明になりかけた事件を思い出してスワンを疑う声が上がるが、リーチャーは頑なにスワンを信頼する。バーンズの家を調べると、多額の現金を置いて娘と二人行方不明となっている。リーチャーは二つの数列は何らかの回数であり、二列の合計の差が650であると知る。政治がらみのフィクサーであるオドネルは、ラヴォイのもとで働く立法担当官のダニエル・ボイドから情報を得ることを提案し、ボストンの音楽会でディクソンが接近する。ボストンに戻っていたフィンリー警部補の助力を得てボイドを麻薬使用の嫌疑で逮捕し、"リトル・ウィング"があらゆる航空機を撃墜できるミサイル用のソフトウェアであり、ニュー・エイジ・テクノロジー社はデンバーにミサイル製造工場を持つと聞き出す。バイカーの集団が4人を襲うも撃退し、電話でラングストンに警告する。"A.M."は自分と似た美容整形医を殺してなりすまし、デンバーの空港に現れる。 |               |                                                          |                      |                                            |                |
| 13 | 5             | "葬儀の日" "Burial"                                      | キャロル・バンカー   | スコット・サリヴァン                       | 2023年12月29日 |
| ニーグリーとディクソンはニュー・エイジのデンバー工場を訪ねるも、650発のミサイルは既に出荷され、途中でA.M.の手下に奪われる。二人はスワンが出荷を承認したと知るが、かつてスワンに命を救われたリーチャーは信じられない。リーチャーとオドネルはワシントンD.C.でアメリカ合衆国国土安全保障省を訪ねてA.M.について聞く。ラヴォイ上院議員とボイドがリーチャーに会い、ミサイルがテロリストに渡らないよう協力を申し出られる。リーチャーら4人の元憲兵はニューヨークでフランツの葬式に出る。ルッソは、スワンを除くニュー・エイジの警備部の全員が元NYPDの汚職警官だとリーチャーに教える。二人の狙撃手が葬式でリーチャーらを狙う。リーチャーとルッソは一人を捕らえ、スワンに雇われたと聞く。狙撃の報酬をもらうことになっている廃屋に行かせると、爆発が起こる。 |               |                                                          |                      |                                            |                |
| 14 | 6             | "ニューヨークの刑事" "New York's Finest"                 | キャロル・バンカー   | ケイト・ダフィ & マイケル・J・グティエレス | 2024年1月5日   |
| 数年前、リーチャーは上官の経歴に傷をつけないために麻薬の密輸事件をもみ消すよう命令される。現在、4人の元憲兵はバーンズと娘ジェーンを見つけ出す。バーンズは、スワンは"リトル・ウィング"の横流しを止めようとしており、自分はラングストンを恐れて逃げたと言う。ルッソは上司がラングストンから賄賂を受けていたことを知る。4人はジェーンをルッソに預け、バーンズを囮にしてラングストンをおびき出す。ジェーンを乗せたルッソの車は襲われ、ルッソはリーチャーに応援を求める。リーチャーは残ってラングストンの手下を皆殺しにするも、ラングストンは逃げる。3人はルッソの応援に向かい、ジェーンを救うもルッソは死ぬ。 |               |                                                          |                      |                                            |                |
| 15 | 7             | "男の意地" "The Man Goes Through"                        | ジュリアン・ホームズ | ペニー・コックス & リリアン・ワン          | 2024年1月12日  |
| バーンズと娘ジェーンを安全な場所に送り出した後、リーチャーとニーグリーはルッソの腐敗した上司、さらにルッソを襲った男を尋問して殺す。二人は、上官の命令に背いて麻薬密輸の阻止に成功したもののチームが解散に追い込まれた「凧作戦」のことを思い出す。その間、ラングストンはディクソンとオドネルを捕えて拷問し、リーチャーを呼び出す。リーチャーはニーグリーが死んだと嘘をつき、ラヴォイ上院議員に助力を求めた後、単身で二人の仲間の捕らえられる場所に入る。A.M.はニューヨークでミサイルを受け取る。 |               |                                                          |                      |                                            |                |
| 16 | 8             | "血戦のはて" "Fly Boy"                                   | ジュリアン・ホームズ | スコット・サリヴァン                       | 2024年1月19日  |
| リーチャーは捕らえられ、スワンが殺されたと聞かされる。ディクソンとオドネルは落下死させられるためにヘリに乗せられる。ラヴォイの送った手下とニーグリーが突入し、リーチャーは離陸したヘリに乗り込んで仲間を解放し、ラングストンを殺す。四人はA.M.を待ち受けて殺し、リトル・ウィングを回収する。ニーグリーは、ラングストンの手下のエンジニアの乗るヘリコプターをリトル・ウィングで破壊する。ラヴォイは裏切って手下に四人を殺させようとするも、予期していたリーチャーが呼んだ国土安全保障省の手勢が鎮圧し、ラヴォイも逮捕される。リーチャーはミサイルの代金の6500万ドルを犠牲者の家族や仲間の三人に贈り、自分はバスで放浪を続ける。 |               |                                                          |                      |                                            |                |

## 登場人物と配役

### メイン
ジャック・リーチャー
アラン・リッチソン（杉村憲司）
フランセス・ニーグリー
マリア・ステン（小澤みなみ）
カーラ・ディクソン
セリンダ・スワン（國府咲月）
陸軍憲兵隊でのリーチャーの同僚で現在は法廷会計士
デイヴィッド・オドネル
ショーン・サイポス（西健亮）
陸軍憲兵隊でのリーチャーの同僚で現在は弁護士でフィクサー
A.M.
フェルディナンド・キングズリー（石黒史剛）
イニシャルがA.M.となる様々な名前を使い分ける傭兵
シェーン・ラングストン
ロバート・パトリック（青山穣）
軍事会社ニュー・エイジ・テクノロジー社の警備部長

### リカーリング
ガイターノ・ルッソ（ガイ）
ドメニク・ランバルドッツィ
NY市警刑事
ホルヘ・サンチェス
アンドレス・コランテス（丸中康司）
陸軍憲兵隊でのリーチャーの同僚で現在はアトランティックシティのカジノ警備
マヌエル・オロスコ
エドソン・モラレス（竜門睦月）
陸軍憲兵隊でのリーチャーの同僚で現在はアトランティックシティのカジノ警備
カルヴィン・フランツ
ルーク・ビライク（岩河拓吾）
陸軍憲兵隊でのリーチャーの同僚
トニー・スワン
シャノン・クック（斎藤隼一）
陸軍憲兵隊でのリーチャーの同僚で現在はニュー・エイジ・テクノロジー社勤務

### ゲスト
オスカー・フィンレイ
マルコム・グッドウィン
スタンリー・ラウリー（スタン）
ディーン・マッケンジー（秋葉恭平）
陸軍憲兵隊でのリーチャーの同僚
トレヴァー・サロピアン
ジョリス・ジャースキー
殺し屋
アンジェラ・フランツ
テア・ヘレナ・カリーニ
カルヴィンの妻
マイキー・フランツ
ノーラン・ゲイハン
カルヴィンの息子
ミレーナ
アーレン・アグアヨ＝スチュワート
サンチェスのガールフレンド
デヴィッド・ライト
ロックリン・マンロー
警備主任
レノックス
ギャヴィン・フォックス
ラングストンの手下
パーカー
デヴィッド・マッキニス
ラングストンの手下
マーロ・バーンズ
クリスティーナ・コックス
ニューエイジの運用ディレクター
ドリュー・マーシュ
アル・サピエンザ
腐敗したニューヨーク市警の警部でルッソの上司
ダニエル・ボイド
カイル・マック
マニュエル・エルゾグビー医師
カミラン・アルデオ
マルコム・ラヴォイ
ノーム・ジェンキンス
著名な米国上院議員
オレグ
ショーン・ビーク
シーヴァー
スプレイグ・グレイデン
リリー・オドネル
アンドレア・グラント
オマール・カリム
アブラハム・アスト
ハート
アダム・コロツヴァリ
ジェーン・バーンズ
ケイト・モーヤー
マーロの娘
ラッセル・ジョンソン
ジョナサン・ヒギンス
腐敗したニューエイジのエンジニア

## 製作

### 企画
2022年2月7日、Amazon Prime Videoはシリーズの第2シーズンの製作を決定した。

### キャスティング
2022年9月14日にショーン・サイポスが第2シーズンのレギュラーキャストに加わった。2022年9月21日、セリンダ・スワン、フェルディナンド・キングズリー、ロリー・コクレーンがメインキャストに加わり、ドメニク・ランバルドッツィ、ルーク・ビライク、ディーン・マッケンジー、エドソン・モラレス、アンドレス・コランテス、シャノン・クック、タイ・オルソン、ジョシュ・ブラッカー、アル・サピエンザがゲストとして第2シーズンに出演することとなった。グッドウィン、スワン、ランバルドッツィは2011年にサントラの『ブレイクアウト・キング』に出演していた。2023年5月5日、第2シーズンとスケジュールが合わず離脱したコクレーンに代わってロバート・パトリックがキャスティングされた。

### 撮影
第2シーズンの撮影は2022年9月から2023年3月にかけて行われた。このシーズンの撮影は、トロント、ブランプトン、ハミルトンなどのカナダのオンタリオ州内の様々な場所で行われた。

## 公開
このシーズンの最初の3エピソードは2023年12月15日に公開され、残りのエピソードは2024年1月19日まで毎週公開された。